# Madonna col Bambino che regge una mela
La Madonna col Bambino che regge una mela è un dipinto a tempera e oro su tavola (46x33 cm) di Carlo Crivelli, databile al 1480 circa e conservato nel Victoria and Albert Museum di Londra. È firmato OPVS CAROLI CRIVELLI VENETI.

## Storia
L'opera, in genere datata tra la Madonna Lenti e la Madonna col Bambino di Ancona, era nata, come queste ultime, per la devozione privata e se ne ignora la storia antica. Se ne conosce solo la storia recente, quando entrò nel museo londinese dalla raccolta Jones.
Se ne conoscono varie repliche: in una raccolta privata veneziana (forse vista dal Testi nel 1915), nella collezione Bracht a Berlino, in quella Eissler di Vienna passata poi a New York (con varianti, assegnata al Maestro della predella di Brera  dal Drey, 1927), e nel Museo della Ca' d'Oro (di scuola, con varianti).

## Descrizione e stile
Lo schema è tipico dell'artista, con la Madonna a mezza figura che si sporge oltre una balaustra lapidea su cui sta appoggiato il Bambino, fasciato in questo caso dal manto di Maria. Sullo sfondo una tenda calata isola le figure centrali, arricchita da una ghirlanda di foglie e frutta e facente intravedere due brani di paesaggio ai lati: arido a destra e rigoglioso a sinistra, secondo la simbologia di vita e morte prima e dopo la venuta di Cristo.
Molti altri sono i simboli legati alla Passione e alla redenzione umana tramite il sacrificio di Cristo, a partire dalla mela, frutto del peccato originale, il garofano rosso (come il sangue che verserà Gesù), il rubino che adorna la collana tenuta in fronte da Maria, quasi un simbolo della sua premonizione. Altri simboli sono invece legati al tema della verginità, dell'umiltà e della fecondità di Maria: rispettivamente le perle, le violette, le pesche.
La mosca che compare sulla balaustra, vicino alla firma dell'artista, è una citazione colta dell'arte fiamminga.
Sontuosa è la veste di Maria, composta da una damasco dorato reso a rilievo con la pastiglia. A questo decorativismo di matrice quasi bizantina fa da contraltare l'estrema eleganza dei volti e degli incarnati, idealizzati nel caso di Maria (come le sue lunghissime dita affusolate), più realistici nel caso del Bambino (come nelle pieghe delle cosce tipiche dei neonati).